# Lafayette Galvão
Lafayette Urbano Galvão (Pouso Alegre, 12 de julho de 1931 - Rio de Janeiro, 7 de junho de 2019) foi um ator, dublador, escritor e roteirista brasileiro.

## Biografia
Lafayette iniciou sua carreira na televisão na década de 1960. Em 1977 escreveu e atuou na telenovela Sinhazinha Flô, da Rede Globo. Sua última atuação na TV foi em 2009, em Malhação ID.

### Morte
Em seus últimos anos de vida, residiu no Retiro dos Artistas e no dia 7 de junho de 2019, morreu devido a complicações de uma sépsis pulmonar.

## Filmografia

### Televisão
| Ano       | Título                             | Personagem          |
| --------- | ---------------------------------- | ------------------- |
| 2009      | Malhação ID                        | Emílio              |
| 2009      | Poder Paralelo                     | Dr. Figueiroa       |
| 2008      | Faça Sua História                  | Abílio              |
| 2008      | Guerra e Paz                       | Juiz                |
| 2008      | Faça Sua História                  | Ernesto             |
| 2006      | Paixões Proibidas                  | Frei Adriano        |
| 2005      | América                            | Padre Serafim       |
| 2003      | A Casa das Sete Mulheres           | Padre               |
| 2000      | O Cravo e a Rosa                   | Padre               |
| 1999      | Terra Nostra                       | Cesquim             |
| 1999      | Suave Veneno                       | Tide                |
| 1999      | Chiquinha Gonzaga                  | Conde D'Eu          |
| 1998      | Corpo Dourado                      | Epaminondas         |
| 1997      | Mandacaru                          | Coronel             |
| 1996      | Perdidos de Amor                   | Isidoro             |
| 1996      | Quem É Você?                       | Hamílton            |
| 1996      | A Vida como Ela É...               |                     |
| 1995      | A Próxima Vítima                   | Dr. Osnir           |
| 1994      | A Viagem                           | André               |
| 1993      | Mulheres de Areia                  | Médico do sanatório |
| 1991      | O Fantasma da Ópera                |                     |
| 1991      | O Portador                         | Janjão              |
| 1990      | A História de Ana Raio e Zé Trovão | Nicolau             |
| 1990      | La Mamma                           | Presidente          |
| 1988      | O Primo Basílio                    | Alves Coutinho      |
| 1986      | Tudo ou Nada                       | Perácio             |
| 1986      | Dona Beija                         | Costa Pinto         |
| 1985      | Um Sonho a Mais                    | Padre Antonelli     |
| 1980      | Coração Alado                      | Delegado            |
| 1978      | Maria, Maria                       | Renzebach           |
| 1977      | Sinhazinha Flô                     | Januário            |
| 1971-1972 | Quarenta Anos Depois               | Reginaldo Di Fraga  |
| 1965      | Rua da Matriz                      | Mecânico            |
| 1965      | Rosinha do Sobrado                 | Bento               |

### Cinema
| Ano  | Título               | Personagem |
| ---- | -------------------- | ---------- |
| 1999 | Uma Aventura do Zico | Vô Gaspar  |
| 1980 | O Namorador          | —          |
| 1978 | O Grande Desbum      | Abel       |
| 1976 | Luz, Cama, Ação!     | Alberto    |
| 1967 | Adorável Trapalhão   | —          |
| 1966 | Essa Gatinha É Minha | —          |

### Dublagem
| Ano  | Título                   | Papel        |
| ---- | ------------------------ | ------------ |
| 1996 | O Corcunda de Notre Dame | Arquidiácono |
| 2004 | Nem Que a Vaca Tussa     | Abner        |